# Waldighofen
Waldighofen (en alsacià Wàldighofe) és un municipi francès, situat a la regió del Gran Est, al departament de l'Alt Rin. L'any 2006 tenia 1.482 habitants.

## Demografia
| 1962 | 1968 | 1975  | 1982  | 1990  | 1999  |
| ---- | ---- | ----- | ----- | ----- | ----- |
| 936  | 967  | 1.039 | 1.017 | 1.048 | 1.178 |

## Administració
| Període | Identitat  | Partit |
| ------- | ---------- | ------ |
| 2001-   | Henri Hoff |        |

## Personatges il·lustres
- Nathan Katz, escriptor alsacià.